# Jutlandzki Korpus Armijny
Jutlandzki Korpus Armijny – wyższy związek taktyczny NATO okresu zimnej wojny.
Korpus  dysponował 6 brygadami, co stanowiło według analityków wojskowych połowę sił potrzebnych do obrony rejonu odpowiedzialności. Resztę sił do obrony miały stanowić jednostki wzmocnienia. Dowódcami Korpusu byli na przemian generałowie z Danii i RFN.

## Struktura organizacyjna
Organizacja w 1989:
| Logo | Nazwa                           | Państwo |
| ---- | ------------------------------- | ------- |
|      | dowództwo korpusu               |         |
|      | 1 Dywizja Zmechanizowana        | Dania   |
|      | 6 Dywizja Zmechanizowana        | Niemcy  |
|      | 51 Brygada Obrony Terytorialnej | Niemcy  |

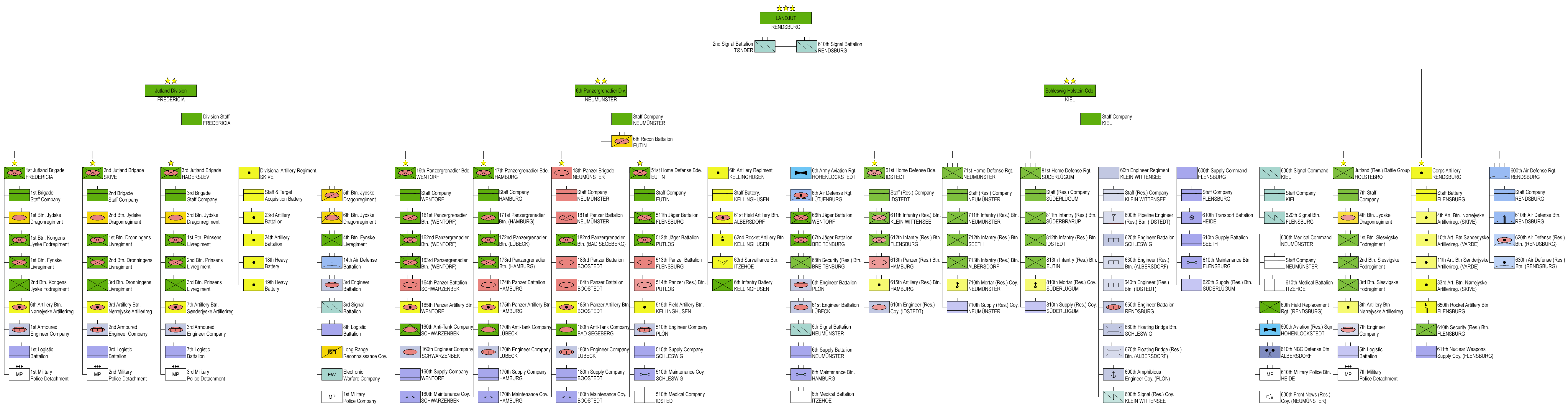
Struktura LANDJUT w1989

## Dowódcy korpusu
| Stopień, imię i nazwisko      | Państwo | Czasokres |
| ----------------------------- | ------- | --------- |
| gen. ltn. Henrik H. Ekmann    | Dania   | 1998–1999 |
| gen. ltn. Manfred Gerber      | Niemcy  | 1996–1998 |
| gen. ltn. G. Grüner           | Dania   | 1993–1996 |
| gen. ltn. Bernd Klug          | Niemcy  | 1990–1993 |
| gen. ltn. P.B. Krogen         | Dania   | 1987–1990 |
| gen. ltn. Henning von Ondarza | Niemcy  | 1985–1987 |
| gen. ltn. G. Assmussen        | Dania   | 1982–1985 |
| gen. ltn. Günter Kießling     | Niemcy  | 1979–1982 |
| gen. ltn. P.O.W. Thorsen      | Dania   | 1976–197  |
| gen. ltn. Heinrich Schwiethal | Niemcy  | 1973–1976 |
| gen. ltn. Horst Hildebrandt   | Niemcy  | 1973–1973 |
| gen.mjr Jens Skriver-Jensen   | Dania   | 1968–1973 |
| gen. ltn. Cord von Hobe       | Niemcy  | 1965–1968 |
| gen.mjr Flemming B. Larsen    | Dania   | 1962–1965 |